# زولفو لیوانلی
عمر زولفو لیوانلی (ترکی استانبولی: Ömer Zülfü Livaneli؛ زادهٔ ۲۰ ژوئن ۱۹۴۶) نوازنده، نویسنده، شاعر و سیاستمدار اهل ترکیه است. او فعالیت حرفه‌ای خود را از سال ۱۹۷۳ آغاز کرد. رمان «آخرین جزیره» یکی از برجسته‌ترین آثار لیوانلی است که برنده‌ جایزه‌ ادبی اورهان کمال در سال ۲۰۰۹ شد.
لیوانلی در طی کودتای نظامی و تفاهم‌نامه نظامی ترکیه در سال ۱۹۷۱ به دلیل عقاید سیاسی خود چندین بار به زندان افتاد. او سرانجام مجبور شد در سال ۱۹۷۲ ترکیه را ترک کند و به تبعید خودخواسته برود. او در استکهلم، پاریس، آتن و نیویورک زندگی کرد و در آنجا با هنرمندان و روشنفکرانی مانند الیا کازان، آرتور میلر، جیمز بالدوین و پیتر یوستینف آشنا شد و با آنها همکاری کرد. لیوانلی در سال ۱۹۸۴ به ترکیه بازگشت.
آثار و فعالیت‌های فرهنگی و سیاسی و کمک‌های او به صلح جهانی در سال ۱۹۹۵ پس از آنکه به‌عنوان سفیر حسن نیت یونسکو منصوب شد، توسط یونسکو به رسمیت شناخته شد. او در سال ۲۰۱۶ در اعتراض به بی‌توجهی دولت ترکیه نسبت به تخریب آثار تاریخی شهر سور، از این منصب کناره‌گیری کرد.  او یک دوره در پارلمان ترکیه و همچنین در شورای اروپا خدمت کرد.

## زندگی و حرفه
عمر زولفو لیوانلی‌اوغلو در سال ۱۹۴۶ در خانواده‌ای گرجی‌تبار به دنیا آمد. پدرش قاضی بود و چهار برادر و یک خواهر دارد. همسرش اولکر مترجم و دخترش آیلین نویسنده و آهنگساز است. لیوانلی تحصیلات مقدماتی را در کالج معارف آنکارا گذراند. او از جوانی افزون بر فعالیت‌های هنری و ادبی به فعالیت‌های سیاسی هم می‌پرداخت. لیوانلی نخستین کتاب خود، «دیکتاتور و دلقک» را در سال ۱۹۹۳ منتشر کرد. لیوانلی در سال ۱۹۹۵ سفیر حسن نیت یونسکو شد و در سال ۲۰۰۲ به نمایندگی از حزب جمهوری‌خواه ترکیه به پارلمان این کشور راه یافت. او در چند سال اخیر در ترکیه و در شهر استانبول زندگی می‌کند و به فعالیت‌هایی چون فیلمسازی، روزنامه‌نگاری و نویسندگی مشغول است. او دانش‌آموخته‌ هنرستان موسیقی فرفکس آمریکا است. لیوانلی برای چند فیلم موسیقی متن ساخته که یکی از بهترین کارهایش موسیقی متن فیلم راه (۱۹۸۲) به کارگردانی ییلماز گونی و شریف گورن است. لیوانلی یکی از مهمترین حامیان دوستی ترکیه و یونان است که برای ارتقای روابط بین دو کشور کنسرت‌هایی در هر دو کشور برگزار کرده‌است.

## گزیده آثار
آثاری از لیوانلی که به زبان فارسی ترجمه شده‌اند ازین قرارند:
- میان تخت و گور
- سفر با الیا کازان
- ماهیگیر و پسرش
- بی‌قراری
- آخرین جزیره
- زمین آهن است و آسمان مس (فیلمنامه)
- خانه لیلا
- یک گربه یک مرد یک مرگ
- چراغ‌های روشن شهر بزرگ